# ポケモンTVアニメ主題歌 BEST OF BEST 1997-2012
『ポケモンTVアニメ主題歌 BEST OF BEST 1997-2012』（ポケモンテレビアニメしゅだいか ベストオブベスト 1997-2012）は、『ポケットモンスターシリーズ』のテレビアニメ主題歌を集めたコンピレーション・アルバム。

## 概要
無印時代から『ポケットモンスター ベストウイッシュ』までの歴代テレビアニメ主題歌を収録したコンピレーション・アルバム。ただし、『ポケットモンスター ダイヤモンド&パール』で使用された別バージョンは収録されていない。ボーナストラックも収録したCD3枚組となっており、約50ページにも及ぶ豪華ブックレットも付属。

## 収録曲

### DISC1
1. めざせポケモンマスター
歌:松本梨香
2. ライバル!
歌:松本梨香
3. OK!
歌:松本梨香
4. めざせポケモンマスター
歌:Whiteberry
5. Ready Go!
歌:田村直美
6. アドバンス・アドベンチャー
歌:GARDEN
7. チャレンジャー!!
歌:松本梨香
8. ポケモン シンフォニック メドレー 〜POKEMON SYMPHONIC MEDLEY〜
9. バトルフロンティア
歌:高屋亜希那
10. スパート!
歌:サトシ(松本梨香)
11. Together
歌:あきよしふみえ
12. ハイタッチ!
歌:サトシ(松本梨香)&ヒカリ(豊口めぐみ)
13. サイコー・エブリデイ!
歌:あきよしふみえ
14. ベストウイッシュ!
歌:松本梨香

### DISC2
1. ひゃくごじゅういち
歌:オーキド博士（石塚運昇）とポケモンキッズ
2. ニャースのうた
歌:ニャース(犬山犬子)
3. ポケットにファンタジー
歌:さち（小林幸子）&じゅり（井端珠里）
4. ポケモン音頭
歌:ガルーラ小林（小林幸子）
5. タイプ:ワイルド
歌:松本梨香
6. ラプラスにのって
歌:カスミ(飯塚雅弓)&ラプラス(愛河里花子)
7. ニャースのパーティ
歌:ニャース(犬山犬子)
8. ポケモンはらはらリレー
歌:愛河里花子
9. タケシのパラダイス
歌:タケシ(うえだゆうじ)
10. ぼくのベストフレンドへ
歌:岩崎宏美
11. 前向きロケット団!
歌:ロケット団(ムサシ・コジロウ・ニャース)
12. ポケッターリ モンスターリ
歌:可名
13. そこに空があるから
歌:江崎とし子
14. ポルカ・オ・ドルカ
歌:ニャース(犬山犬子)&ノルソル合唱団
15. スマイル
歌:江崎とし子
16. いっぱいサマー!!
歌:田村直美とヒマワリ合唱団
17. GLORY DAY 〜輝くその日〜
歌:GARDEN
18. ポケモンかぞえうた
歌:金沢明子
19. 私、負けない! 〜ハルカのテーマ〜
歌:ハルカ(KAORI)

### DISC3
1. 君のそばで 〜ヒカリのテーマ〜
歌:グリン
2. 風のメッセージ
歌:水橋舞
3. あしたはきっと
歌:歌奈子
4. もえよ ギザみみピチュー!
歌:ギザみみピチュー starring しょこたん（中川翔子）
5. ドッチ〜ニョ?
歌:モーモーミルクとアラキさん（荒木啓六）
6. 君の胸にLaLaLa
歌:MADOKA.
7. 心のファンファーレ
歌:奥井亜紀
8. ポケモン言えるかな?BW
歌:つるの剛士
9. 七色アーチ
歌:ポケモンBW合唱団(奥井亜紀、江崎とし子、あきよしふみえ)
10. 新たなる誓い (ボーナストラック)
歌:田村直美
11. サイコー・エブリデイ! (BAND ver.) (ボーナストラック)
歌:あきよしふみえ
12. ポケモン シンフォニック メドレー2 (ボーナストラック)